# Oudatchne
Oudatchne (ukrainien : Удачне, russe : Удачное, Oudatchnoïé, ce qui signifie « chanceux ») est une commune urbaine de l'oblast de Donetsk, en Ukraine. Elle compte 300 habitants en 2024.

## Géographie
Le village se trouve à la frontière de l'oblast de Dnipropetrovsk au nord de la rivière Solona, affluent de la Vovtcha à 70 km au nord-ouest de Donetsk et à 13 km à l'ouest de Pokrovsk qui est le centre administratif du raïon de Povrovsk auquel la commune est rattachée.

## Histoire
Le village a été fondé dans les années 1890 lorsque le chemin de fer a atteint cette zone. Il a le statut de commune urbaine depuis 1985. L'usine de charbon Sviato-Varvarynska (ukrainien : Свято-Варваринська) se trouve au nord du village.